# Новохарбатова
Новохарбатова — деревня в Качугском районе Иркутской области России. Входит в состав Харбатовского муниципального образования. Находится примерно в 24 км к юго-востоку от районного центра.

## Население
По данным Всероссийской переписи, в 2010 году в деревне проживало 210 человек (112 мужчин и 98 женщин).